# Eurovision Song Contest 2004
Eurovision Song Contest 2004, česky také Velká cena Eurovize 2004 (či jen Eurovize 2004), byl 49. ročník soutěže Eurovision Song Contest, který se konal v Istanbulu v Turecku, a to díky vítězství turecké zpěvačky Sertab Erener s písní „Everyway That I Can“ na předchozím ročníku. Soutěž, organizovaná Evropskou vysílací unií (EVU) a tureckou stanicí Turkish Radio and Television Corporation (TRT), se konala v Abdi İpekçi Arena. Vůbec poprvé bylo součástí ročníku semifinále, které se uskutečnilo 12. května 2004, finále poté proběhlo 15. května 2004. Moderátory obou přenosů byli Korhan Abay a Meltem Cumbul. Turecko soutěž hostilo poprvé, 29 let po debutu na soutěži.
Soutěže se zúčastnilo 36 zemí, což je o deset více oproti předchozímu roku. Albánie, Andorra, Bělorusko a Srbsko a Černá Hora se Eurovize zúčastnily poprvé. Původní sestupový systém nahradilo semifinále. K tomuto kroku došlo proto, aby se do soutěže mohli zapojit všichni zájemci. Díky tomu už země, kterým se v předchozích letech nedařilo, nemusely jeden ročník vynechat, jako tomu bylo od roku 1994. Díky tomu se Dánsko, Finsko, Litva, Makedonie, Monako a Švýcarsko mohly do soutěže vrátit, přičemž Monako se zúčastnilo poprvé od roku 1979.
Vítězem se stala ukrajinská zpěvačka Ruslana s písní „Wild Dances“. Jednalo se o první vítězství Ukrajiny, které země získala teprve rok po debutu na Eurovizi. Historicky poprvé byl záznam celé soutěže vydán na DVD.

## Místo konání
Díky vítězství zpěvačky Sertab Erener s písní „Everyway That I Can“ v roce 2003 v Rize se následující ročník přesunul do Abdi İpekçi Arena v Istanbulu.

## Formát

### Vizuální stránka
Poprvé bylo použito nové oficiální logo soutěže. Skládá se z nápisu „Eurovision", kde je písmeno V nahrazeno typickým srdcem, vyplněným vlajkou pořádající země (takže v roce 2004 zde byla turecká vlajka, v roce 2005 ukrajinská).

### Způsob hlasování
Hlasování zůstalo v roce 2004 stejné jako v minulých letech: Každá země rozdala 12, 10 a 8–1 bod podle počtu hlasů diváků jednotlivým písním. Všechny zúčastněné země měly právo hlasovat v semifinále i finále, historicky poprvé všechny zúčastněné země mohly hlasovat ve finále. Francie, Polsko a Rusko ale semifinále nevysílaly, proto hlasovat nemohly.
Ročník byl prvním, kdy moderátoři zopakovali počet bodů z určité země pouze v jednom jazyce (do onoho ročníku byly body vždy opakovány ve francouzštině a v angličtině). Nyní, když hlasatel z určitého státu přednesl výsledky anglicky, moderátor je zopakoval pouze francouzsky a naopak.

## Účastníci
Poprvé byl ročník rozdělen na semifinále a finále. V tomto novém formátu vznikla tzv. Velká čtyřka: Francie, Německo, Spojené království a Španělsko. Tyto země se automaticky kvalifikovaly do finále, jelikož nejvíce přispívají do rozpočtu EVU. Do finále automaticky postoupilo také 10 nejlepších z předchozího ročníku.
Albánie, Andorra, Bělorusko a Srbsko a Černá Hora se Eurovize zúčastnily poprvé, Monako se vrátilo po 25 letech. Původně se mělo po 11leté pauze vrátit také Lucembursko, kvůli finančním komplikacím ale země nakonec návrat neuskutečnila. O návratu uvažovalo také Maďarsko, které ale nakonec do soutěže vstoupilo o rok později, Lucembursko se vrátilo až v roce 2024.

### Semifinále
| Pořadí | Země                | Interpret              | Skladba                        | Jazyk                    | Umístění | Body |
| ------ | ------------------- | ---------------------- | ------------------------------ | ------------------------ | -------- | ---- |
| 1.     | Finsko              | Jari Silampää          | „Takes 2 To Tango“             | angličtina               | 14.      | 51   |
| 2.     | Bělorusko           | Alexandra & Konstantin | „My Galileo“                   | angličtina               | 19.      | 10   |
| 3.     | Švýcarsko           | Piero & The MusicStars | „Celebrate!“                   | angličtina               | 22.      | 0    |
| 4.     | Lotyšsko            | Fomins & Kleins        | „Dziesma Par Laimi“            | lotyština                | 17.      | 23   |
| 5.     | Izrael              | David D'Or             | „To Believe“                   | angličtina, hebrejština  | 11.      | 57   |
| 6.     | Andorra             | Marta Roure            | „Jugarem A Estimar-Nos“        | katalánština             | 18.      | 12   |
| 7.     | Portugalsko         | Sofia Victória         | „Foi Magia“                    | portugalština            | 15.      | 38   |
| 8.     | Malta               | Julie & Ludwig         | „On Again... Off Again“        | angličtina               | 8.       | 74   |
| 9.     | Monako              | Maryon                 | „Notre Planète“                | francouzština            | 19.      | 10   |
| 10.    | Řecko               | Sakis Rouvas           | „Shake It“                     | angličtina               | 3.       | 238  |
| 11.    | Ukrajina            | Ruslana                | „Wild Dances“                  | angličtina, ukrajinština | 2.       | 256  |
| 12.    | Litva               | Linas & Simona         | „What's Happened To Our Love?“ | angličtina               | 16.      | 26   |
| 13.    | Albánie             | Anjeza Shahini         | „The Image Of You“             | angličtina               | 4.       | 167  |
| 14.    | Kypr                | Lisa Andreas           | „Stronger Every Minute“        | angličtina               | 5.       | 149  |
| 15.    | Makedonie           | Toše Proeski           | „Life“                         | angličtina               | 10.      | 71   |
| 16.    | Slovinsko           | Platin                 | „Stay Forever“                 | angličtina               | 21.      | 5    |
| 17.    | Estonsko            | Neiokõsõ               | „Tii“                          | võrsky                   | 11.      | 57   |
| 18.    | Chorvatsko          | Ivan Mikulić           | "You Are The Only One"         | angličtina               | 9.       | 72   |
| 19.    | Dánsko              | Thomas Thordasson      | „Shame On You“                 | angličtina               | 13.      | 56   |
| 20.    | Srbsko a Černá Hora | Željko Joksimović      | „Lane Moje“ (Лане моје)        | srbština                 | 1.       | 263  |
| 21.    | Bosna a Hercegovina | Deen                   | „In The Disco“                 | angličtina               | 7.       | 133  |
| 22.    | Nizozemsko          | Re-Union               | „Without You“                  | angličtina               | 6.       | 146  |

### Tabulka bodů
| Výsledky hlasování  | Výsledky hlasování | Výsledky hlasování | Výsledky hlasování | Výsledky hlasování | Výsledky hlasování  | Výsledky hlasování | Výsledky hlasování | Výsledky hlasování | Výsledky hlasování  | Výsledky hlasování | Výsledky hlasování | Výsledky hlasování | Výsledky hlasování | Výsledky hlasování | Výsledky hlasování | Výsledky hlasování | Výsledky hlasování | Výsledky hlasování | Výsledky hlasování | Výsledky hlasování | Výsledky hlasování | Výsledky hlasování | Výsledky hlasování | Výsledky hlasování | Výsledky hlasování | Výsledky hlasování | Výsledky hlasování | Výsledky hlasování | Výsledky hlasování | Výsledky hlasování | Výsledky hlasování | Výsledky hlasování | Výsledky hlasování | Výsledky hlasování |
| ------------------- | ------------------ | ------------------ | ------------------ | ------------------ | ------------------- | ------------------ | ------------------ | ------------------ | ------------------- | ------------------ | ------------------ | ------------------ | ------------------ | ------------------ | ------------------ | ------------------ | ------------------ | ------------------ | ------------------ | ------------------ | ------------------ | ------------------ | ------------------ | ------------------ | ------------------ | ------------------ | ------------------ | ------------------ | ------------------ | ------------------ | ------------------ | ------------------ | ------------------ | ------------------ |
| Země                | Body               | Andorra            | Albánie            | Rakousko           | Bosna a Hercegovina | Belgie             | Bělorusko          | Švýcarsko          | Srbsko a Černá Hora | Kypr               | Německo            | Dánsko             | Estonsko           | Španělsko          | Finsko             | Spojené království | Řecko              | Chorvatsko         | Irsko              | Izrael             | Island             | Litva              | Lotyšsko           | Monako             | Makedonie          | Malta              | Nizozemsko         | Norsko             | Portugalsko        | Rumunsko           | Švédsko            | Slovinsko          | Turecko            | Ukrajina           |
| Finsko              | 51                 |                    | 7                  |                    |                     | 1                  |                    |                    |                     | 6                  |                    |                    | 7                  | 3                  |                    |                    | 5                  |                    |                    |                    | 3                  |                    |                    | 6                  | 2                  |                    |                    | 3                  |                    |                    | 8                  |                    |                    |                    |
| Bělorusko           | 10                 |                    |                    |                    |                     |                    |                    |                    |                     |                    |                    |                    | 2                  |                    |                    |                    |                    |                    |                    |                    | 1                  | 2                  |                    |                    |                    |                    |                    |                    |                    |                    |                    |                    |                    | 5                  |
| Švýcarsko           | 0                  |                    |                    |                    |                     |                    |                    |                    |                     |                    |                    |                    |                    |                    |                    |                    |                    |                    |                    |                    |                    |                    |                    |                    |                    |                    |                    |                    |                    |                    |                    |                    |                    |                    |
| Lotyšsko            | 23                 |                    |                    |                    |                     |                    | 4                  |                    |                     |                    |                    |                    | 5                  |                    |                    |                    |                    |                    | 4                  | 2                  |                    | 6                  |                    | 2                  |                    |                    |                    |                    |                    |                    |                    |                    |                    |                    |
| Izrael              | 57                 | 3                  | 5                  | 1                  |                     | 2                  | 3                  |                    | 3                   | 2                  | 1                  | 2                  |                    | 4                  | 2                  | 2                  | 3                  |                    |                    |                    |                    |                    |                    |                    |                    | 6                  | 2                  |                    | 7                  | 5                  |                    |                    | 4                  |                    |
| Andorra             | 12                 |                    |                    |                    |                     |                    |                    |                    |                     |                    |                    |                    |                    | 12                 |                    |                    |                    |                    |                    |                    |                    |                    |                    |                    |                    |                    |                    |                    |                    |                    |                    |                    |                    |                    |
| Portugalsko         | 38                 | 12                 |                    |                    |                     | 4                  |                    | 7                  |                     |                    |                    |                    |                    | 6                  |                    |                    |                    |                    |                    |                    |                    |                    |                    | 1                  |                    |                    |                    |                    |                    | 8                  |                    |                    |                    |                    |
| Malta               | 74                 | 5                  | 6                  |                    | 4                   |                    | 1                  |                    |                     |                    |                    | 4                  | 10                 |                    |                    | 5                  | 1                  | 1                  | 1                  | 6                  | 2                  | 7                  | 7                  |                    | 4                  |                    | 3                  |                    | 4                  |                    |                    | 1                  |                    | 2                  |
| Monako              | 10                 | 4                  | 2                  |                    |                     |                    |                    |                    |                     | 4                  |                    |                    |                    |                    |                    |                    |                    |                    |                    |                    |                    |                    |                    |                    |                    |                    |                    |                    |                    |                    |                    |                    |                    |                    |
| Řecko               | 238                | 8                  | 12                 | 5                  | 5                   | 10                 | 8                  | 3                  | 10                  | 12                 | 10                 | 3                  | 4                  | 7                  | 5                  | 12                 |                    | 6                  | 2                  | 12                 | 6                  | 8                  | 6                  | 4                  | 7                  | 12                 | 6                  | 5                  | 8                  | 12                 | 4                  | 4                  | 12                 | 10                 |
| Ukrajina            | 256                | 10                 | 3                  | 4                  | 5                   | 8                  | 12                 | 2                  | 8                   | 8                  | 6                  | 6                  | 12                 | 10                 | 8                  | 7                  | 7                  | 8                  | 10                 | 10                 | 10                 | 12                 | 10                 | 5                  | 8                  | 10                 | 7                  | 7                  | 12                 | 7                  | 6                  | 8                  | 8                  |                    |
| Litva               | 26                 |                    |                    |                    |                     |                    | 2                  |                    |                     | 7                  |                    |                    |                    |                    |                    |                    | 2                  |                    | 3                  | 1                  |                    |                    | 8                  |                    |                    | 3                  |                    |                    |                    |                    |                    |                    |                    |                    |
| Albánie             | 167                | 6                  |                    | 7                  | 6                   | 5                  |                    | 10                 | 6                   | 1                  | 8                  | 7                  | 1                  | 2                  | 6                  | 6                  | 8                  | 7                  | 5                  | 4                  | 4                  |                    | 5                  | 3                  | 12                 | 8                  | 5                  | 8                  | 2                  | 6                  | 7                  | 5                  | 6                  | 1                  |
| Kypr                | 149                | 2                  |                    | 6                  |                     | 6                  | 6                  | 1                  | 2                   |                    | 4                  | 5                  | 6                  | 1                  | 7                  | 10                 | 12                 | 2                  | 8                  | 3                  | 8                  | 4                  | 3                  | 12                 |                    | 5                  | 10                 | 4                  | 3                  | 1                  | 3                  | 3                  | 5                  | 7                  |
| Makedonie           | 71                 |                    | 8                  | 2                  | 8                   |                    |                    | 5                  | 12                  |                    | 3                  | 1                  |                    |                    |                    |                    | 4                  | 5                  |                    |                    |                    |                    |                    |                    |                    | 1                  | 1                  |                    |                    | 4                  | 2                  | 6                  | 3                  | 6                  |
| Slovinsko           | 5                  |                    |                    |                    | 1                   |                    |                    |                    |                     |                    |                    |                    |                    |                    |                    |                    |                    | 3                  |                    |                    |                    |                    |                    |                    | 1                  |                    |                    |                    |                    |                    |                    |                    |                    |                    |
| Estonsko            | 57                 |                    | 1                  |                    |                     |                    |                    |                    | 4                   |                    |                    |                    |                    |                    | 12                 | 1                  |                    |                    |                    |                    | 7                  | 10                 | 12                 |                    |                    |                    |                    | 1                  | 5                  |                    | 1                  |                    |                    | 3                  |
| Chorvatsko          | 72                 |                    |                    | 8                  | 10                  |                    | 7                  | 6                  | 5                   |                    | 5                  |                    |                    |                    | 1                  |                    |                    |                    |                    |                    |                    | 3                  | 1                  |                    | 6                  |                    | 4                  |                    | 1                  |                    |                    | 7                  |                    | 8                  |
| Dánsko              | 56                 |                    |                    |                    | 3                   |                    |                    |                    |                     | 3                  |                    |                    | 3                  |                    | 4                  |                    |                    |                    |                    | 5                  | 12                 |                    |                    | 10                 |                    | 2                  |                    | 6                  |                    | 2                  | 5                  |                    | 1                  |                    |
| Srbsko a Černá Hora | 263                | 1                  | 4                  | 12                 | 12                  | 7                  | 10                 | 12                 |                     | 10                 | 12                 | 10                 |                    | 8                  | 10                 | 8                  | 10                 | 12                 | 6                  | 8                  |                    | 1                  | 4                  | 7                  | 10                 | 4                  | 12                 | 10                 | 10                 | 10                 | 12                 | 12                 | 7                  | 12                 |
| Bosna a Hercegovina | 133                |                    | 10                 | 10                 |                     | 3                  |                    | 8                  | 7                   |                    | 7                  | 12                 |                    |                    |                    | 4                  |                    | 10                 | 7                  |                    |                    |                    |                    |                    | 5                  |                    | 8                  | 12                 |                    |                    | 10                 | 10                 | 10                 |                    |
| Nizozemsko          | 146                | 7                  |                    | 3                  | 2                   | 12                 | 5                  | 4                  | 1                   | 5                  | 2                  | 8                  | 8                  | 5                  | 3                  | 3                  | 6                  | 4                  | 12                 | 7                  | 5                  | 5                  | 2                  | 8                  | 3                  | 7                  |                    | 2                  | 6                  | 3                  |                    | 2                  | 2                  | 4                  |

### 12 bodů
Shrnutí zemí, které v semifinále získaly nejvyšší bodové ohodnocení, z které země a kolikrát celkem:
| Počet | Odměněná země       | Hlasující země                                                                                          |
| ----- | ------------------- | --- |
| 9     | Srbsko a Černá Hora | Bosna a Hercegovina, Chorvatsko, Německo, Nizozemsko, Rakousko, Slovinsko, Švédsko, Švýcarsko, Ukrajina |
| 7     | Řecko               | Albánie, Izrael, Kypr, Malta, Rumunsko, Turecko, Spojené království                                     |
| 4     | Ukrajina            | Bělorusko, Estonsko, Litva, Portugalsko                                                                 |
| 2     | Bosna a Hercegovina | Dánsko, Norsko                                                                                          |
| 2     | Estonsko            | Finsko, Lotyšsko                                                                                        |
| 2     | Kypr                | Monako, Řecko                                                                                           |
| 2     | Nizozemsko          | Belgie, Irsko                                                                                           |
| 1     | Albánie             | Severní Makedonie                                                                                       |
| 1     | Andorra             | Španělsko                                                                                               |
| 1     | Dánsko              | Island                                                                                                  |
| 1     | Makedonie           | Srbsko a Černá Hora                                                                                     |
| 1     | Portugalsko         | Andorra                                                                                                 |

### Finále
| Pořadí | Země                | Interpret         | Skladba                       | Jazyk                   | Umístění | Body |
| ------ | ------------------- | ----------------- | ----------------------------- | ----------------------- | -------- | ---- |
| 1.     | Španělsko           | Ramón             | „Para llenarme De Ti“         | španělština             | 10.      | 87   |
| 2.     | Rakousko            | Tie Break         | „Du Bist“                     | němčina                 | 21.      | 9    |
| 3.     | Norsko              | Knut Anders Sørum | „High“                        | angličtina              | 24.      | 3    |
| 4.     | Francie             | Jonatan Cerrada   | „À Chaque Pas“                | francouzština           | 15.      | 40   |
| 5.     | Srbsko a Černá Hora | Željko Joksimović | „Lane Moje“                   | srbština                | 2.       | 263  |
| 6.     | Malta               | Julie & Ludwig    | „On Again...Off Again“        | angličtina              | 12.      | 50   |
| 7.     | Nizozemsko          | Re-Union          | „Without You“                 | angličtina              | 20.      | 11   |
| 8.     | Řecko               | Max               | „Can't Wait Until Tonight“    | angličtina              | 8.       | 93   |
| 9.     | Albánie             | Anjeza Shahini    | „The Image Of You“            | angličtina              | 7.       | 106  |
| 10.    | Ukrajina            | Ruslana           | „Wild Dances“                 | angličtina              | 1.       | 280  |
| 11.    | Chorvatsko          | Ivan Mikulić      | „You Are The Only One“        | angličtina              | 12.      | 50   |
| 12.    | Bosna a Hercegovina | Deen              | „In The Disco“                | angličtina              | 9.       | 91   |
| 13.    | Belgie              | Xandee            | „1 Life“                      | angličtina              | 22.      | 7    |
| 14.    | Rusko               | Julia Savičeva    | „Believe Me“                  | angličtina              | 11.      | 67   |
| 15.    | Makedonie           | Toše Proeski      | „Life“                        | angličtina              | 14.      | 47   |
| 16.    | Řecko               | Sakis Rouvas      | „Shake It“                    | angličtina              | 3.       | 252  |
| 17.    | Island              | Jónsi             | „Heaven“                      | angličtina              | 19.      | 16   |
| 18.    | Irsko               | Chris Doran       | „If My World Stopped Turning“ | angličtina              | 22.      | 7    |
| 19.    | Polsko              | Blue Café         | „Love Song“                   | angličtina, španělština | 17.      | 27   |
| 20.    | Spojené království  | James Fox         | „Hold On To Our Love“         | angličtina              | 16.      | 29   |
| 21.    | Kypr                | Lisa Andreas      | „Stronger Every Minute“       | angličtina              | 5.       | 170  |
| 22.    | Turecko             | Athena            | „For Real“                    | angličtina              | 4.       | 195  |
| 23.    | Rumunsko            | Sanda             | „I Admit“                     | angličtina              | 18.      | 18   |
| 24.    | Švédsko             | Lena Philipsson   | „It Hurts“                    | angličtina              | 6.       | 170  |

### Tabulka bodů
| Výsledky telefonického hlasování                                                                      | Výsledky telefonického hlasování | Výsledky telefonického hlasování | Výsledky telefonického hlasování | Výsledky telefonického hlasování | Výsledky telefonického hlasování | Výsledky telefonického hlasování | Výsledky telefonického hlasování | Výsledky telefonického hlasování | Výsledky telefonického hlasování | Výsledky telefonického hlasování | Výsledky telefonického hlasování | Výsledky telefonického hlasování | Výsledky telefonického hlasování | Výsledky telefonického hlasování | Výsledky telefonického hlasování | Výsledky telefonického hlasování | Výsledky telefonického hlasování | Výsledky telefonického hlasování | Výsledky telefonického hlasování | Výsledky telefonického hlasování | Výsledky telefonického hlasování | Výsledky telefonického hlasování | Výsledky telefonického hlasování | Výsledky telefonického hlasování | Výsledky telefonického hlasování | Výsledky telefonického hlasování | Výsledky telefonického hlasování | Výsledky telefonického hlasování | Výsledky telefonického hlasování | Výsledky telefonického hlasování | Výsledky telefonického hlasování | Výsledky telefonického hlasování | Výsledky telefonického hlasování | Výsledky telefonického hlasování | Výsledky telefonického hlasování | Výsledky telefonického hlasování | Výsledky telefonického hlasování |
| --- | -------------------------------- | -------------------------------- | -------------------------------- | -------------------------------- | -------------------------------- | -------------------------------- | -------------------------------- | -------------------------------- | -------------------------------- | -------------------------------- | -------------------------------- | -------------------------------- | -------------------------------- | -------------------------------- | -------------------------------- | -------------------------------- | -------------------------------- | -------------------------------- | -------------------------------- | -------------------------------- | -------------------------------- | -------------------------------- | -------------------------------- | -------------------------------- | -------------------------------- | -------------------------------- | -------------------------------- | -------------------------------- | -------------------------------- | -------------------------------- | -------------------------------- | -------------------------------- | -------------------------------- | -------------------------------- | -------------------------------- | -------------------------------- | -------------------------------- |
| Země                                                                                                  | Body                             | Andorra                          | Albánie                          | Rakousko                         | Bosna a Hercegovina              | Belgie                           | Bělorusko                        | Švýcarsko                        | Srbsko a Černá Hora              | Kypr                             | Německo                          | Dánsko                           | Estonsko                         | Španělsko                        | Finsko                           | Francie                          | Spojené království               | Řecko                            | Chorvatsko                       | Irsko                            | Izrael                           | Island                           | Litva                            | Lotyšsko                         | Monako                           | Makedonie                        | Malta                            | Nizozemsko                       | Norsko                           | Polsko                           | Portugalsko                      | Rumunsko                         | Rusko                            | Švédsko                          | Slovinsko                        | Turecko                          | Ukrajina                         |
| Španělsko                                                                                             | 87                               | 12                               | 0                                | 0                                | 0                                | 7                                | 2                                | 6                                | 0                                | 7                                | 2                                | 0                                | 0                                |                                  | 0                                | 8                                | 0                                | 3                                | 0                                | 0                                | 8                                | 1                                | 0                                | 0                                | 3                                | 1                                | 3                                | 4                                | 0                                | 1                                | 12                               | 5                                | 0                                | 0                                | 0                                | 2                                | 0                                |
| Rakousko                                                                                              | 9                                | 0                                | 0                                |                                  | 0                                | 0                                | 0                                | 0                                | 0                                | 0                                | 0                                | 0                                | 0                                | 0                                | 0                                | 4                                | 0                                | 5                                | 0                                | 0                                | 0                                | 0                                | 0                                | 0                                | 0                                | 0                                | 0                                | 0                                | 0                                | 0                                | 0                                | 0                                | 0                                | 0                                | 0                                | 0                                | 0                                |
| Norsko                                                                                                | 3                                | 0                                | 0                                | 0                                | 0                                | 0                                | 0                                | 0                                | 0                                | 0                                | 0                                | 0                                | 0                                | 0                                | 0                                | 0                                | 0                                | 0                                | 0                                | 0                                | 0                                | 0                                | 0                                | 0                                | 0                                | 0                                | 0                                | 0                                |                                  | 0                                | 0                                | 0                                | 0                                | 3                                | 0                                | 0                                | 0                                |
| Francie                                                                                               | 40                               | 7                                | 1                                | 0                                | 0                                | 10                               | 0                                | 0                                | 0                                | 0                                | 0                                | 0                                | 0                                | 4                                | 0                                |                                  | 0                                | 0                                | 0                                | 0                                | 0                                | 0                                | 0                                | 0                                | 12                               | 0                                | 0                                | 0                                | 0                                | 0                                | 2                                | 0                                | 4                                | 0                                | 0                                | 0                                | 0                                |
| Srbsko a Černá Hora                                                                                   | 263                              | 2                                | 7                                | 12                               | 12                               | 3                                | 7                                | 12                               |                                  | 10                               | 10                               | 7                                | 1                                | 6                                | 10                               | 10                               | 3                                | 8                                | 12                               | 3                                | 7                                | 7                                | 2                                | 5                                | 1                                | 10                               | 6                                | 10                               | 6                                | 5                                | 7                                | 8                                | 10                               | 12                               | 12                               | 8                                | 12                               |
| Malta                                                                                                 | 50                               | 6                                | 3                                | 0                                | 1                                | 0                                | 0                                | 0                                | 0                                | 0                                | 0                                | 1                                | 6                                | 0                                | 0                                | 0                                | 2                                | 1                                | 2                                | 6                                | 4                                | 0                                | 4                                | 6                                | 0                                | 3                                |                                  | 0                                | 0                                | 3                                | 1                                | 0                                | 0                                | 0                                | 0                                | 0                                | 1                                |
| Nizozemsko                                                                                            | 11                               | 0                                | 0                                | 0                                | 0                                | 6                                | 0                                | 0                                | 0                                | 0                                | 0                                | 0                                | 3                                | 0                                | 0                                | 0                                | 0                                | 0                                | 0                                | 0                                | 0                                | 0                                | 0                                | 0                                | 0                                | 0                                | 2                                |                                  | 0                                | 0                                | 0                                | 0                                | 0                                | 0                                | 0                                | 0                                | 0                                |
| Německo                                                                                               | 93                               | 0                                | 2                                | 10                               | 3                                | 0                                | 0                                | 10                               | 0                                | 0                                |                                  | 0                                | 2                                | 12                               | 0                                | 7                                | 4                                | 0                                | 1                                | 4                                | 0                                | 0                                | 1                                | 0                                | 7                                | 0                                | 0                                | 3                                | 1                                | 6                                | 8                                | 4                                | 0                                | 0                                | 3                                | 5                                | 0                                |
| Albánie                                                                                               | 106                              | 0                                |                                  | 5                                | 4                                | 1                                | 0                                | 7                                | 8                                | 0                                | 5                                | 4                                | 0                                | 0                                | 3                                | 1                                | 1                                | 10                               | 6                                | 2                                | 0                                | 4                                | 0                                | 1                                | 0                                | 12                               | 10                               | 1                                | 3                                | 0                                | 0                                | 1                                | 0                                | 7                                | 4                                | 6                                | 0                                |
| Ukrajina                                                                                              | 280                              | 10                               | 5                                | 4                                | 6                                | 5                                | 10                               | 0                                | 10                               | 8                                | 6                                | 5                                | 12                               | 8                                | 8                                | 2                                | 5                                | 7                                | 8                                | 7                                | 12                               | 12                               | 12                               | 12                               | 6                                | 8                                | 8                                | 7                                | 7                                | 12                               | 10                               | 6                                | 12                               | 10                               | 8                                | 12                               |                                  |
| Chorvatsko                                                                                            | 50                               | 0                                | 0                                | 3                                | 10                               | 0                                | 5                                | 3                                | 5                                | 0                                | 1                                | 0                                | 0                                | 0                                | 1                                | 0                                | 0                                | 0                                |                                  | 0                                | 0                                | 0                                | 0                                | 0                                | 0                                | 5                                | 0                                | 0                                | 0                                | 0                                | 0                                | 0                                | 5                                | 0                                | 5                                | 0                                | 7                                |
| Bosna a Hercegovina                                                                                   | 91                               | 0                                | 10                               | 7                                |                                  | 0                                | 0                                | 5                                | 6                                | 0                                | 0                                | 8                                | 0                                | 0                                | 0                                | 0                                | 0                                | 0                                | 10                               | 0                                | 0                                | 0                                | 0                                | 0                                | 4                                | 4                                | 0                                | 2                                | 10                               | 0                                | 0                                | 0                                | 0                                | 8                                | 10                               | 7                                | 0                                |
| Belgie                                                                                                | 7                                | 1                                | 0                                | 0                                | 0                                |                                  | 0                                | 0                                | 0                                | 1                                | 0                                | 0                                | 0                                | 0                                | 0                                | 0                                | 0                                | 0                                | 0                                | 0                                | 0                                | 0                                | 0                                | 0                                | 0                                | 0                                | 0                                | 5                                | 0                                | 0                                | 0                                | 0                                | 0                                | 0                                | 0                                | 0                                | 0                                |
| Rusko                                                                                                 | 67                               | 0                                | 0                                | 0                                | 0                                | 0                                | 12                               | 0                                | 1                                | 6                                | 0                                | 0                                | 8                                | 0                                | 4                                | 0                                | 0                                | 2                                | 0                                | 0                                | 6                                | 0                                | 8                                | 10                               | 0                                | 0                                | 0                                | 0                                | 0                                | 0                                | 0                                | 0                                |                                  | 0                                | 0                                | 0                                | 10                               |
| Makedonie                                                                                             | 47                               | 0                                | 6                                | 0                                | 8                                | 0                                | 0                                | 1                                | 12                               | 0                                | 0                                | 0                                | 0                                | 0                                | 0                                | 0                                | 0                                | 0                                | 5                                | 0                                | 0                                | 0                                | 0                                | 0                                | 0                                |                                  | 1                                | 0                                | 0                                | 0                                | 0                                | 0                                | 0                                | 0                                | 7                                | 4                                | 3                                |
| Řecko                                                                                                 | 252                              | 8                                | 12                               | 2                                | 5                                | 8                                | 6                                | 4                                | 7                                | 12                               | 7                                | 3                                | 5                                | 7                                | 6                                | 6                                | 12                               |                                  | 7                                | 5                                | 10                               | 6                                | 10                               | 7                                | 10                               | 7                                | 12                               | 6                                | 2                                | 7                                | 6                                | 12                               | 7                                | 4                                | 6                                | 10                               | 8                                |
| Island                                                                                                | 16                               | 0                                | 0                                | 0                                | 0                                | 0                                | 0                                | 0                                | 0                                | 0                                | 0                                | 2                                | 0                                | 0                                | 2                                | 0                                | 0                                | 0                                | 0                                | 0                                | 0                                |                                  | 0                                | 0                                | 5                                | 0                                | 0                                | 0                                | 5                                | 0                                | 0                                | 0                                | 2                                | 0                                | 0                                | 0                                | 0                                |
| Irsko                                                                                                 | 7                                | 0                                | 0                                | 0                                | 0                                | 0                                | 0                                | 0                                | 0                                | 0                                | 0                                | 0                                | 0                                | 0                                | 0                                | 0                                | 7                                | 0                                | 0                                |                                  | 0                                | 0                                | 0                                | 0                                | 0                                | 0                                | 0                                | 0                                | 0                                | 0                                | 0                                | 0                                | 0                                | 0                                | 0                                | 0                                | 0                                |
| Polsko                                                                                                | 27                               | 0                                | 0                                | 0                                | 0                                | 0                                | 0                                | 0                                | 0                                | 2                                | 4                                | 0                                | 0                                | 1                                | 0                                | 0                                | 0                                | 4                                | 0                                | 0                                | 0                                | 3                                | 7                                | 0                                | 0                                | 0                                | 0                                | 0                                | 0                                |                                  | 0                                | 0                                | 0                                | 1                                | 0                                | 0                                | 5                                |
| Velká Británie                                                                                        | 29                               | 0                                | 0                                | 0                                | 0                                | 0                                | 1                                | 0                                | 0                                | 0                                | 0                                | 0                                | 4                                | 0                                | 0                                | 0                                |                                  | 0                                | 0                                | 8                                | 0                                | 2                                | 0                                | 3                                | 0                                | 0                                | 4                                | 0                                | 0                                | 2                                | 0                                | 2                                | 1                                | 2                                | 0                                | 0                                | 0                                |
| Kypr                                                                                                  | 170                              | 4                                | 0                                | 6                                | 0                                | 4                                | 8                                | 2                                | 3                                |                                  | 8                                | 6                                | 7                                | 3                                | 7                                | 5                                | 10                               | 12                               | 4                                | 10                               | 3                                | 10                               | 5                                | 4                                | 2                                | 0                                | 7                                | 8                                | 4                                | 4                                | 3                                | 3                                | 6                                | 6                                | 1                                | 1                                | 4                                |
| Turecko                                                                                               | 195                              | 3                                | 8                                | 8                                | 7                                | 12                               | 3                                | 8                                | 2                                | 4                                | 12                               | 10                               | 0                                | 2                                | 5                                | 12                               | 6                                | 6                                | 3                                | 1                                | 2                                | 5                                | 3                                | 2                                | 8                                | 6                                | 0                                | 12                               | 8                                | 8                                | 0                                | 10                               | 8                                | 5                                | 0                                |                                  | 6                                |
| Rumunsko                                                                                              | 18                               | 0                                | 0                                | 0                                | 0                                | 0                                | 0                                | 0                                | 0                                | 3                                | 0                                | 0                                | 0                                | 10                               | 0                                | 0                                | 0                                | 0                                | 0                                | 0                                | 1                                | 0                                | 0                                | 0                                | 0                                | 0                                | 0                                | 0                                | 0                                | 0                                | 4                                |                                  | 0                                | 0                                | 0                                | 0                                | 0                                |
| Švédsko                                                                                               | 170                              | 5                                | 4                                | 1                                | 2                                | 2                                | 4                                | 0                                | 4                                | 5                                | 3                                | 12                               | 10                               | 5                                | 12                               | 3                                | 8                                | 0                                | 0                                | 12                               | 5                                | 8                                | 6                                | 8                                | 0                                | 2                                | 5                                | 0                                | 12                               | 10                               | 5                                | 7                                | 3                                |                                  | 2                                | 3                                | 2                                |
| Sloupce vlevo označují soutěžící země v pořadí, ve kterém vystoupili, vlajky označují hlasující země. |                                  |                                  |                                  |                                  |                                  |                                  |                                  |                                  |                                  |                                  |                                  |                                  |                                  |                                  |                                  |                                  |                                  |                                  |                                  |                                  |                                  |                                  |                                  |                                  |                                  |                                  |                                  |                                  |                                  |                                  |                                  |                                  |                                  |                                  |                                  |                                  |                                  |

### 12 bodů
Shrnutí zemí, které ve finále získaly nejvyšší bodové ohodnocení, z které země a kolikrát celkem:
| Počet | Odměněná země       | Hlasující země                                                                     |
| ----- | ------------------- | ---------------------------------------------------------------------------------- |
| 8     | Ukrajina            | Estonsko, Izrael, Island, Lotyšsko, Litva, Polsko, Rusko, Turecko                  |
| 7     | Srbsko a Černá Hora | Rakousko, Bosna a Hercegovina, Chorvatsko, Švédsko, Švýcarsko, Slovinsko, Ukrajina |
| 5     | Řecko               | Albánie, Kypr, Malta, Rumunsko, Velká Británie                                     |
| 4     | Švédsko             | Dánsko, Finsko, Irsko, Norsko                                                      |
| 4     | Turecko             | Belgie, Německo, Francie, Nizozemsko                                               |
| 2     | Španělsko           | Andorra, Portugalsko                                                               |
| 1     | Albánie             | Makedonie                                                                          |
| 1     | Kypr                | Řecko                                                                              |
| 1     | Francie             | Monako                                                                             |
| 1     | Německo             | Španělsko                                                                          |
| 1     | Makedonie           | Srbsko a Černá Hora                                                                |
| 1     | Rusko               | Bělorusko                                                                          |

## Incidenty
Těsně před vystoupením Slovinska turecká televize omylem uvedla reklamu, kvůli čemuž turečtí diváci nemohli slovinské vystoupení vidět, a tudíž Slovinsko od Turecka neobdrželo žádné body.
Přibližně hodinu po semifinále EVU odhalila, že došlo k problému u hlasování v Monaku a v Chorvatsku. Společnost Digame uvedla, že jejich výpočetní software měl problémy a přijímáním SMS hlasů v Chorvatsku. Ten ukazoval, že po sečtení hlasů si Chorvaté udělili 4 body, což je proti pravidlům. Později EVU uvedla, že neplatné hlasy byly smazány. Po úpravě hlasů bylo odhaleno, že tato změna nijak neovlivnila kvalifikované země.
Při rumunské pohlednici se objevila psaná informace o interpretce této země, ovšem téměř hned zmizela (psané představení při medailonku je vždy součástí oficiálního DVD). K malé komplikaci došlo také během předávání trofeje, kdy se Sertab Erener zaklínil podpatek v mřížce u pódia a osvobodit ji museli kulisáci.
Turecko poprvé v historii soutěže přidělilo body Kypru a Kypr podruhé Turecku. Přesto došlo k problému při hlasování, kdy při udělování bodů z jednotlivých zemí se na virtuální mapě vždy zvýraznil daný stát. Při představení hlasů z Kypru se ale žádná země nezvýraznila, a to proto, že Turecko uznává severní část ostrova za samostatnou republiku (jako jediný stát). Turecko pravděpodobně mapu raději nezobrazilo, protože by zvýraznilo pouze jižní část, což by rozzlobilo mezinárodní komunitu.
Technickým problémům se nevyhnulo ani finále – hlasatelé z některých zemí měli problém spojit se s arénou, což udělalo mírný zmatek. 